# Інформаційний бюлетень УАА
«Інформаційний бюлетень» — видання Української астрономічної асоціації. Було засноване 1991 року і виходило 1–2 рази на рік принаймні до 2008 року.
«Інформаційний бюлетень» друкував інформацію про наукові досягнення українських обсерваторій, наукові конференції, роботу Української астрономічної асоціації, астрономічних товариств інших країн, Міжнародного астрономічного союзу. Головним редактором від 1991 року був Ярослав Яців.